# Арі Нюман
Арі Нюман (фін. Ari Nyman, нар. 7 лютого 1984, Турку, Фінляндія) — колишній фінській футболіст, який грав на позиції захисника.

## Ігрова кар'єра

### Клубна
Арі Нюман уродженець міста Турку і займатися футболом починав у рідному місті у клубі «Інтер». Свій перший матч за команду Арі зіграв у 2000 році у віці 16 - ти років. У 2001 році Нюмана було визнано кращим молодим футболістом чемпіонату. В «Інтері» Нюман грав сім сезонів. Був на перегляді у норвезькому клубі «Волеренга». Але у 2007 році пеерйшов до швейцарського клуба «Тун».
Після скандалу у сезоні 2007/08, у якому також були замішані і гравці «Туна», Нюман вирішив змінити клуб. Намагався перейти до німецького «Штутгарта» але контракт так і не був підписаний. На початку 2009 року Нюман повернувся до Фінляндії, де приєднався до свого колишнього клуба «Інтер». Завершив кар'єру гравця у 2018 році.

### Збірна
Свою першу у складі національної збірної Фінляндії Арі Нюман провів 1 грудня 2004 року проти команди Бахрейну. Загалом у головній команді Нюман зіграв 22 матчі.

## Титули
Інтер (Турку)
 Переможець Кубка Фінляндії: 2017/18
 Віце-чемпіон Фінляндії (2): 2011, 2012